# Manhuncelos
Manhuncelos is een plaats (freguesia) in de Portugese gemeente Marco de Canaveses en telt 504 inwoners (2001).